# Kanggang szulle
A kanggang szulle (hangul: 강강술래) egy ősi koreai tánc, mely fokozatosan Korea kulturális szimbólumává vált. A táncot ének és játék kíséri, és kizárólag nők adják elő. A tánc Dél-Csolla és Dél-Kjongszang tartományokból származik, leginkább a cshuszok és teborum ünnepek idején táncolják. A kanggang szullét 2009-ben az UNESCO a szellemi világörökség részévé nyilvánította. A tánc egyben 1966 óta Korea fontos szellemi kulturális öröksége.

## Története
A legenda szerint az egykoron ősi tánc új formát öntött a 16. században, amikor I Szunszin tábornok megparancsolta a nőknek, hogy tábortűz mellett járják el a táncot, megtévesztve így az ellenséges japánokat a koreai sereg létszámát illetően. A történetnek azonban valós alapja nincs.
A tánc pontos eredete nem ismert, egyes hipotézisek szerint sámánisztikus rituálé lehetett, melynek célja a párválasztás elősegítése volt, más feltételezések szerint primitív törzsi táncból keletkezett. Kutatók úgy vélik, a tánc eredetileg több ezer éves.

## Jellemzői

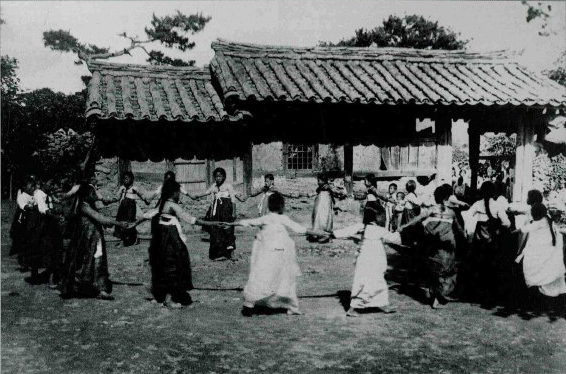
Kanggang szulle a 20. század fordulóján

A táncot leginkább cshuszok, a telihold ünnepe idején táncolják. Ahogy a telihold felkel, a nők először lassan, majd egyre gyorsulva, végül igen gyorsan járják a táncot és közben énekelnek. A kanggang szullét az istenek szórakoztatására táncolták, gyakran meg-megszakítva szórakoztató játékokkal. Mivel az aratásünnep idején táncolták, valószínű, hogy funkciója is volt, mára azonban már csak a mozdulatok maradtak meg. A táncot általában körben járják, több tucat nő egyszerre, kézen fogva, de léteznek a kört megtörő variációk is. A dalszöveget általában improvizálták. A legjobb hangú énekes vezeti az éneklést, a többiek pedig a kórusban kapcsolódnak be. A szöveg hétköznapi érzelmekről (bánat, szerelem, harag) szól. Az idők folyamán a tánc számos változáson esett át, eredetileg hajadon lányok táncolták, az 1960-as évek óta azonban többségében középkorú nők adják elő, általában valamilyen hagyományőrző társaság tagjai.